# Bo Åkerström
Bo Robert Fredrik Åkerström, född 18 oktober 1952 i Ystads församling, är en svensk läkare och professor emeritus i medicinsk kemi. Vid sidan om sin akademiska gärning är Åkerström sångare i musikgruppen Torsson från Lund.

## Uppväxt och akademisk gärning
Bo Åkerström bodde under en del av sin uppväxt i Jönköping, där han var elev vid Talavid- och Junedalsskolorna, samt vid Per Brahegymnasiet. Som sextonåring deltog han i ett utbytesprogram och bodde ett år i staden Weslaco i södra Texas. Han var under många år professor vid avdelningen för infektionsmedicin i Biomedicinskt centrum vid Lunds universitet. Åkerström disputerade 17 december 1982 i medicinsk vetenskap vid institutionen för medicinsk kemi vid Lunds universitet, med avhandlingen Alpha1-microglobulin Studies in guinea pig and man.

## Musikalisk gärning
Åkerström har sedan ungdomen kombinerat sin forskargärning med ett omfattande musicerande och artisteri. Utöver sitt medlemskap i gruppen Torsson har han också ingått i Hugh Scott Band II och Toxic Shock Band, samt medverkat på skivor med bland annat Drömpojkarna, och med Yoggi Yoghurtsson och Kalmars Boss Band. Åkerström släppte sitt första soloalbum ”Remington” på sin födelsedag hösten 2021. Hans huvudinstrument är gitarr men han spelar också bland annat saxofon och munspel. Han var sommmarpratare i P1 den 30 juni 1995.